# کیشو یانو
کیشو یانو (به انگلیسی: Kisho Yano) بازیکن فوتبال اهل ژاپن و عضو تیم ملی فوتبال ژاپن است که در تاریخ ۲۴ مارس ۲۰۰۷ میلادی اولین بازی ملی‌اش را انجام داد. او در ۱۹ بازی ملی حضور داشت و آخرین بازی ملی خود را در تاریخ ۱۴ ژوئن ۲۰۱۰ میلادی انجام داد. کیشو یانو در بازی‌های ملی‌اش
۲ گل به ثمر رساند.